# Николлс, Томас
То́мас Ни́коллс (англ. Thomas Nicholls; 12 октября 1931, Веллингтон или Саус-Элмсол, Уэст-Йоркшир — 31 июля 2021, Телфорд, Западный Мидленд) — английский боксёр легчайшей и полулёгкой весовых категорий, в 1950-х годах выступал за сборные Великобритании и Англии. Серебряный призёр летних Олимпийских игр в Мельбурне, чемпион Европы, четырёхкратный чемпион национального первенства, участник многих международных турниров и матчевых встреч.

## Биография
Томас Николлс родился 12 октября 1931 года, рос в бедной многодетной семье (у него было шесть сестёр и один брат). Активно заниматься боксом начал в возрасте пятнадцати лет, тренировался в клубе любительского бокса «Спанкейс» в городе Веллингтон, графство Шропшир, затем продолжил подготовку во время службы в Королевских военно-воздушных силах. Первого серьёзного успеха на ринге добился в 1951 году, когда в легчайшем весе стал чемпионом Английской боксёрской ассоциации и побывал на чемпионате Европы в Милане, где, тем не менее, быстро выбыл из борьбы за медали, уже в стартовом бою проиграв ирландцу Уильяму Келли.
В следующем сезоне вновь выиграл первенство Англии и благодаря череде удачных выступлений удостоился права защищать честь страны на летних Олимпийских играх 1952 года в Хельсинки. Но здесь ему не повезло с жеребьёвкой — в первом же матче он встретился с будущим олимпийским чемпионом из Финляндии Пентти Хямяляйненом и уступил ему единогласным решением судей.
Далее в карьере Николлса наступил некоторый спад, он поднялся в полулёгкий вес, однако долгое время не показывал достойных результатов. В финале национального первенства 1953 года был дисквалифицирован за преднамеренные удары головой, тогда как сезон 1954 года практически полностью пропустил из-за травмы. Несмотря на это, в 1955 году он всё-таки вернул себе чемпионское звание, вновь попал в основной состав сборной и триумфально выступил на чемпионате Европы в Западном Берлине, откуда привёз награду золотого достоинства (в полуфинале взял реванш у Хямяляйнена, а в решающем матче со счётом 3:2 одолел титулованного советского боксёра Александра Засухина).
В 1956 году Томас Николлс в четвёртый раз одержал победу на чемпионате Английской ассоциации бокса, а также прошёл квалификацию на Олимпийские игры в Мельбурн. В полуфинале Олимпиады вновь победил финна Хямяляйнена, но в финале проиграл представителю СССР Владимиру Сафронову. Получив серебряную олимпийскую медаль, вскоре принял решение завершить карьеру спортсмена (последний раз дрался на ринге в феврале 1957 года). В отличие от большинства своих соотечественников, Николлс не стал переходить в профессиональный бокс, вместо этого он продолжил службу в военно-воздушных силах.